# Louis Charles Vincent Le Blond de Saint-Hilaire
Louis Charles Vincent Le Blond de Saint-Hilaire (4 september 1766 – 5 juni 1809) was een Franse generaal tijdens de Franse Revolutie en de napoleontische oorlogen.

## Biografie
Saint-Hilaire werd geboren in Ribemont, Aisne. Zijn vader was kapitein in een cavalerie regiment en hijzelf toonde al snel interesse voor het militaire leven. Saint-Hilaire ging als cadet in dienst bij het Conti Dragonder Regiment in 1777. In 1781 nam hij, als vrijwilliger bij het Infanterie-regiment van Aquitanië, deel aan een Franse expeditie naar de Antillen en keerde terug in 1785.

### Frankrijk en Italië
Na 15 jaar dienst was Saint-Hilaire kapitein. In 1793 was hij als officier getuige van de Slag om Toulon. De militaire eenheid van Saint-Hilaire werd opgenomen in het Franse Armée d’Italie en hijzelf zou voortaan sneller promoveren, ondanks zijn aristocratische afkomst, onder generaal Laharpe. Als brigade-generaal in 1795 raakte hij gewond tijdens de Eerste Slag van Loano, waarbij hij twee vingers verloor aan de linkerhand.
Doorheen het jaar 1796 maakt hij met zijn brigade deel uit van de divisies van generaals Cervoni, Masséna, Augereau en Sauret. In augustus 1796 nam Saint-Hilaire deel aan de Slag van Castiglione. Een maand later raakte de generaal nabij San Giorgio een tweede maal gewond aan de benen door een kanonskogel. Zijn rang als brigade-generaal werd bevestigd in september 1796.
In januari 1797 vochten zijn troepen in de Slag bij Lodi. Vervolgens nam Saint-Hilaire het bevel op van de garnizoenen en legerdepots van Toulon en het departement van de Var, alsook van de achtste militaire divisie van Marseille. In december van het jaar 1799 werd Saint-Hilaire gepromoveerd tot divisie-generaal. In mei 1800 ging de generaal, aangevoerd door generaal Suchet, de strijd aan met de Chouannerie opstandelingen in de regio van Rouen. Saint-Hilaire kreeg van Eerste Consul Bonaparte in november 1802 positieve opmerkingen op de manier waarop de militaire administratie door de generaal in de regio van Rouen werd behandeld.
Op het einde van augustus 1803 werd Saint-Hilaire bevelhebber van de eerste militaire divisie in Saint-Omer, ter voorbereiding van Napoleons immanente invasie van Engeland. Napoleon benoemde Saint-Hilaire in juni 1804 tot Groot Officier van het Légion d'Honneur voor zijn verdiensten.

### Oostenrijk en Rusland (1805-1808)

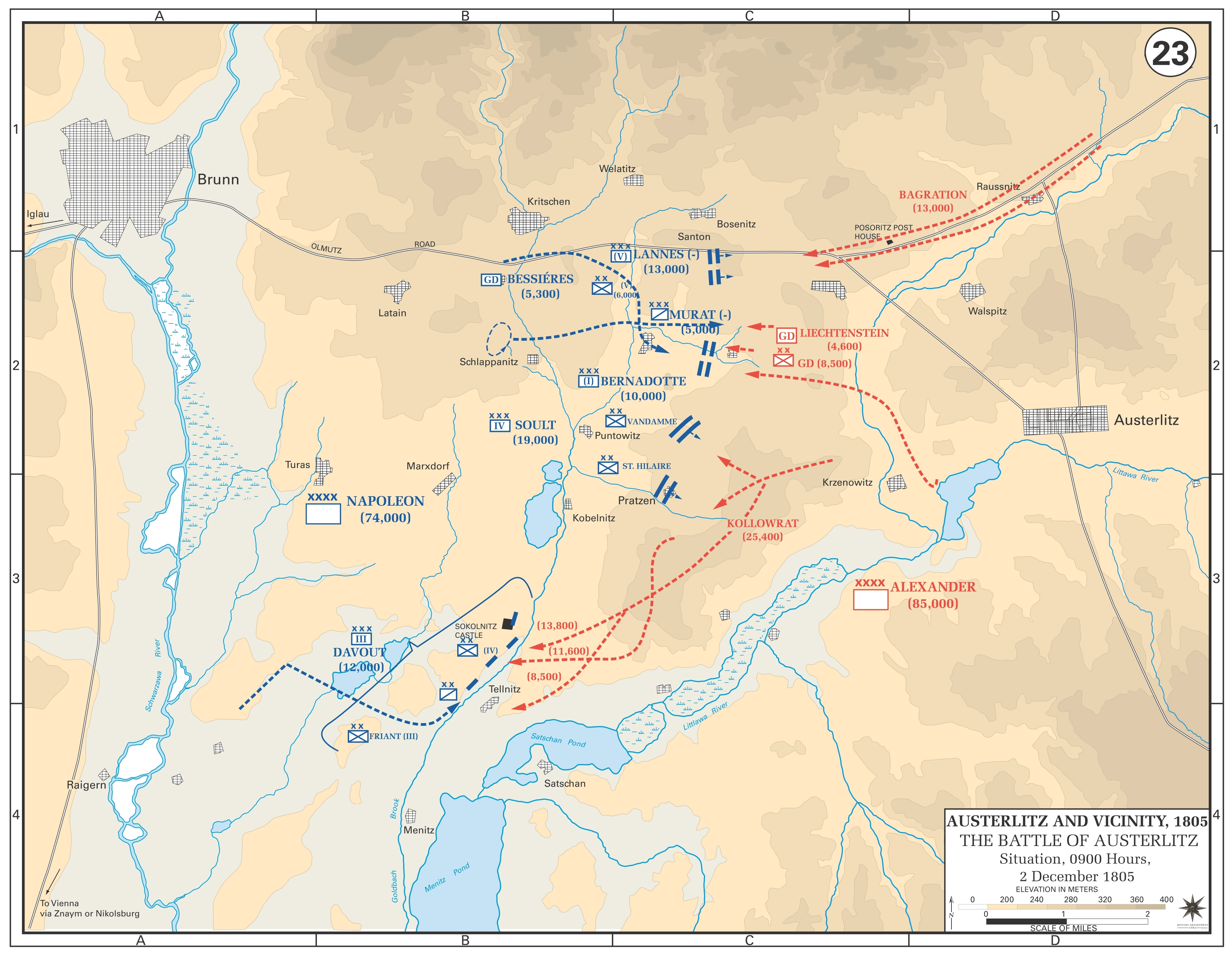
De beslissende fase tijdens de Slag bij Austerlitz: generaal Saint-Hilaire en Vandamme doorbreken het centrum van de geallieerde gevechtslinie.

De grote militaire voorbereidingen van het vorige jaar wierpen in het najaar van 1805 hun vruchten af wanneer Saint-Hilaire en zijn divisie, onder leiding van maarschalk Jean-de-Dieu Soult (IVde legerkorps), de strijd aangingen met de keizerlijke legers van Oostenrijk en Rusland in de loop van de Derde Coalitieoorlog. De generaal observeerde in oktober 1805 onder andere de Oostenrijkse troepenbewegingen rond de vesting van Ulm en Augsburg.
Saint-Hilaire, samen met generaal Vandamme, bestormde de Plateau van Pratzen tijdens de Slag bij Austerlitz (de Driekeizersslag) en bewerkstelligde op deze wijze een beslissende doorbraak in het centrum van de geallieerde gevechtslinie. Tijdens de aanvang van de slag liep de generaal verwondingen op aan het hoofd maar bleef gedurende de veldslag zijn troepen bijstaan, de brigades van generaals Morand, Thiébault en Varé. Het dorp en kasteel van Sokolnitz werden door Saint-Hilaire en zijn troepen ontzet van verdedigende Russische troepen. Saint-Hilaire brak rond de moerasgebieden van Sokolnitz uiteindelijk de Russische weerstand met de hulp van generaal Friant. Voor deze acties benoemde Napoleon rond eind december 1805 Saint-Hilaire tot Grand-Aigle van het Légion d’Honneur en commandant van de Orde van de IJzeren Kroon.
In 1806 en 1807 bleef Saint-Hilaire deelnemen aan de opeenvolgende campagnes (Vierde Coalitieoorlog) van Napoleon en diens Grande Armée tegen de krijgsmachten van Pruisen en Rusland, met als hoogtepunten onder andere de veldslagen van Jena, Eylau en Heilsberg.
Tijdens de Slag bij Jena voerde de generaal nog steeds het bevel over de 1ste divisie van maarschalk Soults korps met de brigades van generaals Candras en Varé. De strijdmacht nam deel aan de opmars van de Franse rechterflank, dat een deel van de Pruisische linkervleugel terugdrong van de hoofdstrijd. Vervolgens speelde het een belangrijke rol tijdens de algemene aanval op de Pruisische centrale krijgspositie, dat hen dwong zich terug te trekken. De troepen van Saint-Hilaire maakten vervolgens deel uit van de achtervolging op hun vijanden doorheen Pruisisch grondgebied.
Ook present te Eylau, leidde hij zijn divisie tegen de Russen in verschrikkelijke weersomstandigheden (hevige sneeuwval), maar Saint-Hilaire hield stand ter hoogte van de begraafplaats waar onstuimig om werd gestreden.
Saint-Hilaire werd in 1808 tot graaf verheven.
Zijn divisie werd naar Duitsland gezonden bij maarschalk Louis Nicolas Davouts III (3de) legerkorps en miste op die manier de invasie van Spanje. Dit betekende ook dat het een van de meer ervaren divisies was tijdens de oorlog van 1809 tegen Oostenrijk.

### Campagne van 1809

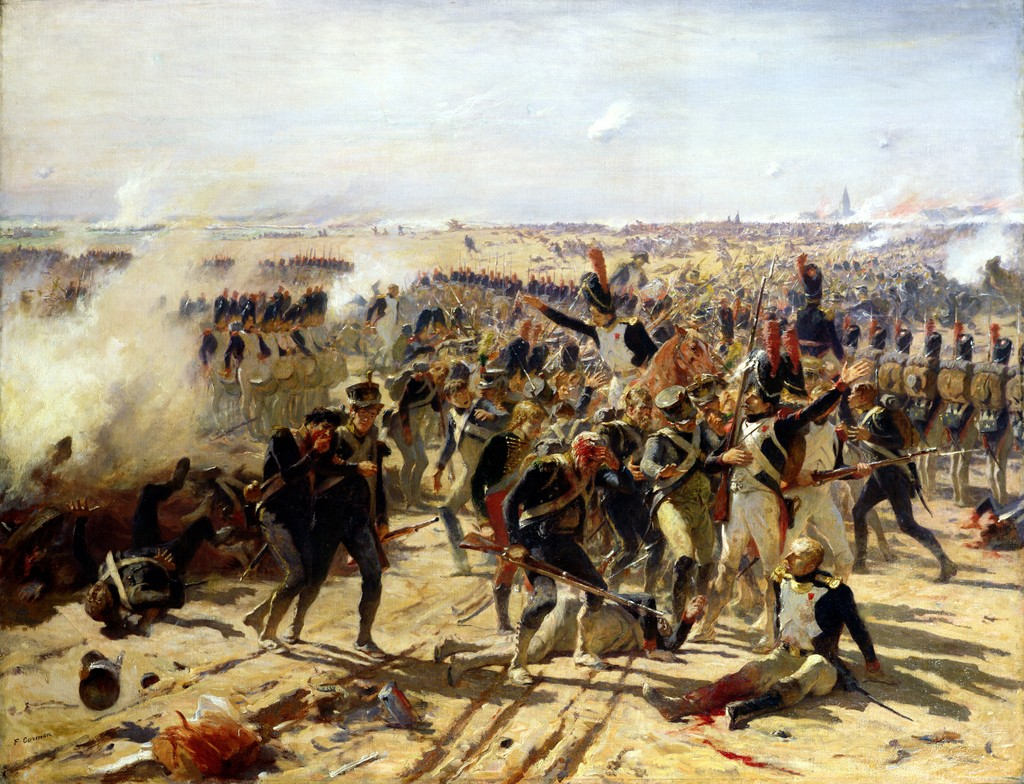
De slag om Aspern-Essling.

De legerdivisie van Saint-Hilaire werd vervolgens eerst opgenomen in het legerkorps van maarschalk Davout, om daarna te strijden onder maarschalk Jean Lannes wanneer het Oostenrijkse keizerrijk de oorlog verklaarde (de Vijfde Coalitieoorlog). De campagne verliep aanvankelijk succesvol, waarbij Lannes en Saint-Hilaire bijdroegen aan de Franse overwinningen op de Oostenrijkse troepen van aartshertog Karel bij de Slag om Eckmühl en Regensburg rond eind april. Toen het Oostenrijkse leger zich terugtrok van het slagveld bij Eckmühl, liet de Franse keizer Saint-Hilaires divisie een militaire parade uitvoeren en zei vervolgens tegen de commandant in het gezelschap van zijn manschappen: "Nou, je hebt je maarschalksbaton verdiend, en je zal het krijgen."
In de loop van de opbouw van de Franse verdedigingswerken en bezetting van de eilanden in de Donau, benoemde Napoleon een van deze stukken land tot Île Saint-Hilaire.
De dubbelslag bij Aspern-Essling op 21 en 22 mei 1809 bracht het Franse offensief tot stilstand te midden van hun oversteek van de Donau. Saint-Hilaires divisie maakte twee dagen lang deel uit van de hardnekkige verdediging (aan de Franse rechterflank) van het dorp Essling met haar versterkte graanpakhuis. De Oostenrijkers, in deze sector van het slagveld onder bevel van generaal Rosenberg, verkregen op 22 mei in de loop van de namiddag de overhand op de Franse strijdkrachten. De Oostenrijkse artillerie bombardeerde hevig de Franse verdedigingslinie en dwong hierbij Lannes tot de terugtocht.
Tijdens deze fase verloor Saint-Hilaire zijn linkervoet door een kanonskogel. Hij stierf begin juni 1809 in Wenen ten gevolge van zijn zware verwonding. Napoleons intentie om Saint-Hilaire te benoemen tot maarschalk kwam hierbij dus te laat. In 1810 ordonneerde Napoleon om het lichaam van Saint-Hilaire te bergen naast de resten van maarschalk Lannes in het Panthéon van Parijs. Saint-Hilaires naam staat vermeld op de Arc de Triomphe.

### Kasteel van Soisy
Saint-Hilaire bouwde een kasteel dat nu nog steeds te bezichtigen is in Soisy-sur-Seine. De site is in totaal 8 hectare groot. Het kasteel werd later rond 1817-1818 in gebruik genomen (gehuurd van Saint-Hilaires weduwe) door Désirée Clary, de echtgenote van maarschalk Bernadotte voordat hij koning van Zweden en Noorwegen werd. Het eigendom werd aanzienlijk gewijzigd en uitgebreid midden de 19de eeuw door een congregatie van (religieuze) Assumptionisten die er een lagere en middelbare school van maakten en later bekend stond als de "Ecole Saint-Charles".
- Base Léonore: LH//1516/80
- Nationale Bibliotheek van Polen: a0000002600679
- Virtual International Authority File: 7874151778236218130000